# Burkhard Gaffron
Burkhard Gaffron (* 1938) ist ein deutscher Schauspieler.
Gaffron spielte am Theater in Goldonis Mirandolina (1992), Kleists Käthchen von Heilbronn (1996) und in Shakespeares Der Widerspenstigen Zähmung (1997) sowie in der Revue Total Manoli. Er trat auch im für das TV gefilmten Schwank Die wilde Auguste auf. Außerdem ist Gaffron Sprecher in Hörspielen (Das Totenschiff, Sklaven der Arbeit, Ein Fall für Perry Clifton).

## Filmografie (Auswahl)
- 1997: Dr. Stefan Frank – Der Arzt, dem die Frauen vertrauen (Fernsehserie)